# 조선민주주의인민공화국 도시산업건설성
도시산업건설성(都市産業建設省)은 조선민주주의인민공화국의 폐지된 옛 내각 중앙 행정기관이다. 건설성의 사무 중 도시 지역의 건축, 건설부문을 따로 분할하여 설치하였다. 다시 농촌건설성과 통합하여 건설성이 되었다.

## 연혁
- 도시산업건설성 설치
- 도시산업건설성 폐지

## 역대 상, 부상

### 역대 도시산업건설상
- 김병식 1962년 10월 23일 ∼

## 같이 보기
- 건설성
- 농촌건설성
- 도시경영성